# Roman d'espionnage

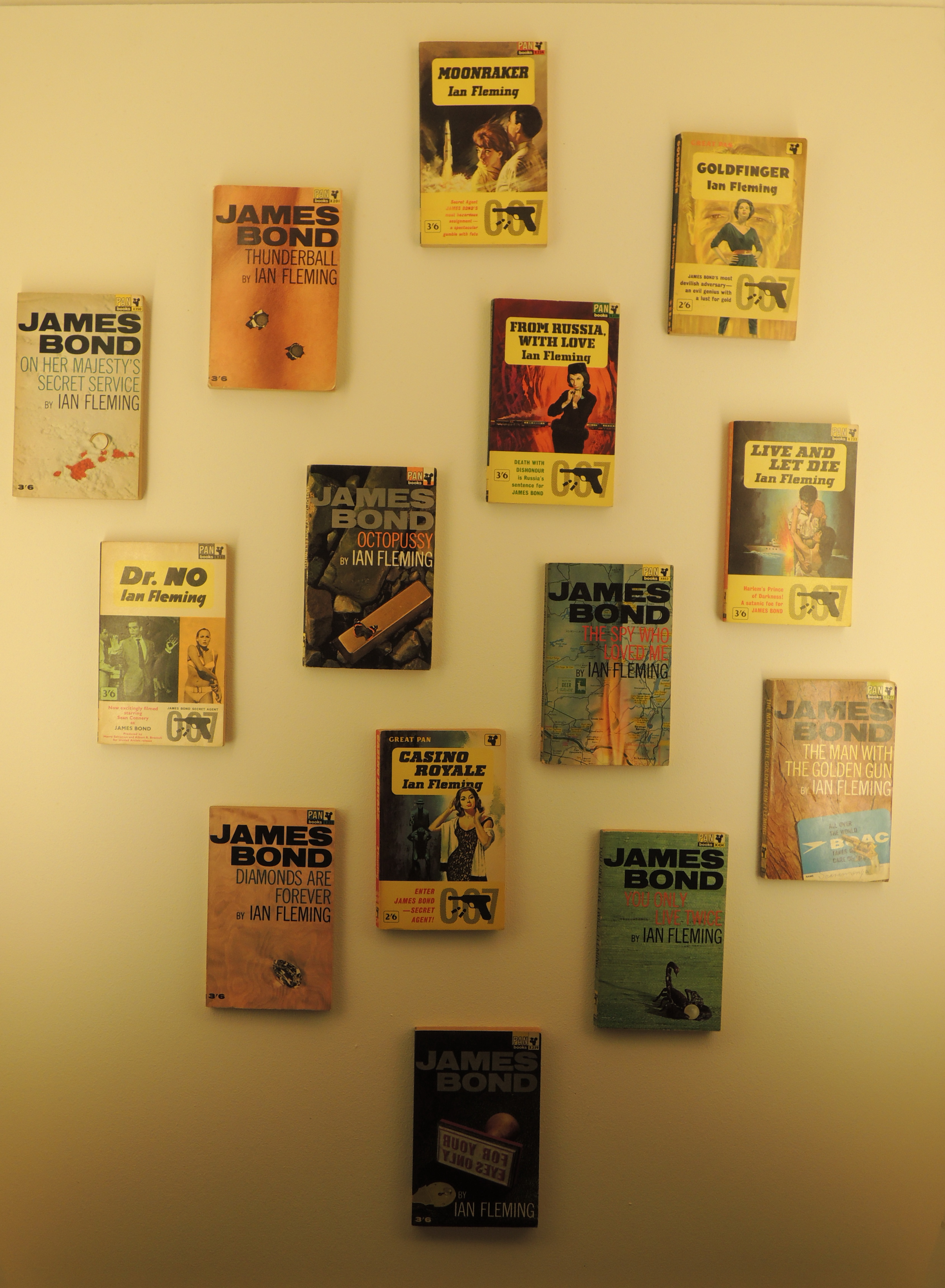
Romans d'espionnage : des livres de Ian Fleming, le créateur de James Bond.

Le roman d'espionnage est un genre littéraire né au début du XXe siècle désignant les romans ayant pour thème principal les activités d'espionnage. Ce genre est communément considéré comme un sous-genre du roman policier et sa genèse attribuée à des auteurs britanniques. Ces derniers influenceront de façon déterminante l'évolution de ce genre et perpétueront « l'hégémonie britannique sur le roman d'espionnage » jusqu'à nos jours.

## Contours
Au sens moderne du terme, le roman d'espionnage est un roman ayant pour cadre principal le « monde du secret », à savoir celui des services de renseignement modernes, des opérations militaires spéciales, des opérations clandestines des États, des espions professionnels, etc. Ces romans ont souvent pour trame historique le cadre géopolitique contemporain et exploitent des éléments de l'actualité au moment de leur parution. 
Une distinction peut être faite entre les romans qui se veulent réalistes (souvent écrits par d'anciens professionnels du renseignement) et les romans dits « fantaisistes » dans lesquels les principes et les méthodes décrits ne correspondent pas aux véritables détails du monde du renseignement à l'exemple de la série James Bond. Toutefois aucune frontière claire ne sépare ces différents types de romans.
Selon Gabriel Veraldi, le genre du roman d'espionnage est souvent l'objet de deux erreurs :
- D'abord, la confusion avec le roman policier, car « des ressemblances superficielles font que l'on associe constamment et machinalement ces deux genres »[2]. De même, Julian Symons déplore la confusion entre la fiction criminelle et la fiction militaire alors que « les histoires de détectives et de criminels appartiennent à une différente lignée que les histoires d'espions et les thrillers »[3].
- Ensuite, l'assimilation générale du roman d'espionnage à des productions populaires et commerciales, sans valeur littéraire[non neutre], notamment en France - et contrairement au monde anglo-saxon.

## Avant le roman d'espionnage
Si le roman policier a été abondamment étudié, rares sont les études concernant l'univers de l'espionnage dans la littérature.
Des textes anciens abordent ainsi l'espionnage dans une acception proche des concepts modernes du renseignement et des opérations spéciales.
En Occident, les activités d'espionnage sont évoquées par exemple dans l'Ancien Testament, L'Iliade de Homère, l'Énéide de Virgile ou encore les ouvrages de stratégie militaire. 
De nombreux textes chinois abordent aussi ce sujet, dont le plus connu est l'Art de la guerre, ainsi que des fresques historiques présentant des personnages d'espion (San Kouo de Lo Kouan-choung au XIVe siècle). À l'opposé de la culture européenne médiévale et moderne qui, peut-être marquée par la période féodale et les idéaux chevaleresques, jette souvent l'opprobre sur les activités d'espionnage, la valorisation de la « guerre secrète » dans la culture chinoise transparaît dans ces textes.
Le personnage de l'espion apparaît d'abord dans la littérature en tant qu'observateur des mœurs étrangères dans le genre des lettres persanes (L'Esplorstore Turco de Giovanni Paolo Marana en 1684 ou encore les Lettres persanes de Montesquieu en 1721).

## Les précurseurs

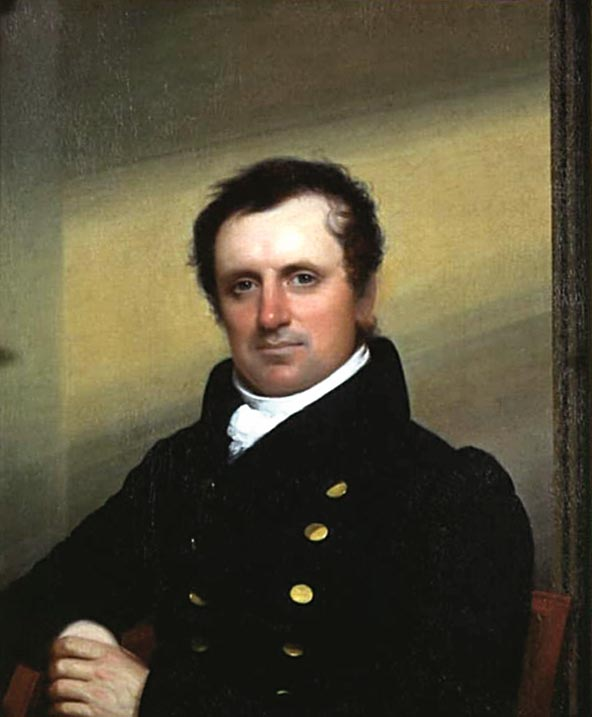
James Fenimore Cooper, en 1822

Des romans du XIXe siècle peuvent être considérés comme précurseurs du roman d'espionnage. Bien que le domaine de l'espionnage ne soit pas le thème principal de ces romans, l'archétype de l'espion et les activités militaires secrètes y prennent une place importante.

### En langue anglaise
- Le premier roman connu dont le personnage principal est un espion est a priori L'Espion (The Spy[6]) publié en 1821 par l'écrivain américain James Fenimore Cooper. Ce roman populaire à succès présente les aventures d'un jeune officier anglais en territoire ennemi, pendant la Guerre d'indépendance américaine. Voir aussi The Bravo (1831).
- Quelques aventures du Sherlock Holmes de Conan Doyle : Le Traité naval (The Adventure of the Naval Treaty, 1893), Les Plans du Bruce-Partington (The Adventure of the Bruce-Partington Plans, 1908), Son dernier coup d'archet (His Last Bow, 1917).
- Rudyard Kipling, Kim (1901) : ce roman raconte l'apprentissage d'un jeune espion à la solde de l'Angleterre durant Le Grand Jeu (espionnage et rivalités politiques) entre la Grande Bretagne et la Russie au XIXe siècle dans l'Inde britannique.
- Joseph Conrad, L'Agent secret (The Secret Agent, 1907)

### En langue française
- Joseph Balsamo, roman d'Alexandre Dumas publié en 1846, fresque historique autour de l'affaire du collier de la reine, conduite par le personnage de Joseph Balsamo.
- La Chartreuse de Parme, de Stendhal, publié en 1839. Bien qu'il ne s'agisse pas d'un roman ayant pour thème principal l'espionnage, une large place est faite aux opérations secrètes : police politique, assassinats camouflés, fausses identités...
- Dans Une ténébreuse affaire (1843) et Splendeurs et misères des courtisanes (1838-1847), Honoré de Balzac met en scène des espions professionnels.

## Le roman d'espionnage moderne
À partir de la défaite de 1870, l'espion émerge comme personnage à part entière et s'érige finalement en héros d'un genre autonome clairement identifié pendant la Guerre froide.

### Romans britanniques

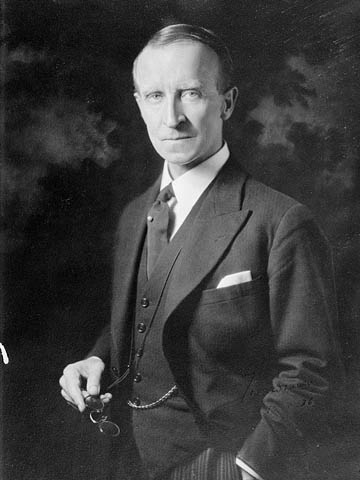
John Buchan, dit Lord Tweedsmuir (1875-1940)

#### Genèse du roman d'espionnage moderne
- William Le Queux, journaliste anglais d'origine française et membre des services secrets britanniques est un romancier immensément populaire à son époque. Auteur de fictions de guerre, il est aussi considéré comme l'auteur de premiers romans d'espionnage (selon le modèle moderne), avec des œuvres romanesques, transcrivant pourtant une expérience réelle des affaires secrètes.
  - England's Peril (1899)
  - Secret of the Foreign Office (1903)
  - The Hunchback of Westminster (1904)
  - The Czar's Spy (1905)
- Edward Phillips Oppenheim, The Mysterious Mr. Sabin en 1898 commence une série de romans d'espionnage populaires, « longue série d'histoires évoquant le monde obscur et mystérieux de la diplomatie »[7], selon ses propres termes, dont le chef-d'œuvre est L'Imposteur (The Great Impersonation, 1920)
- Robert Erskine Childers, officier de la Navy et héros de l'IRA patriotique : L'Énigme des sable (The Riddle of the Sands, 1903)
- John Buchan : Les 39 Marches (The Thirty-Nine Steps, 1915), d'où Hitchcock a tiré le sujet de son film homonyme.
- William Somerset Maugham, Mr Ashenden, agent secret (Ashenden: Or the British Agent, 1928) : ce recueil de nouvelles met en scène le personnage d'Ashenden, agent britannique, et constitue sans doute une des premières peintures les plus réalistes de l'activité moderne d'espionnage (les récits sont largement autobiographiques).
- Valentin Williams : L'Homme au pied bot (The Man with the Club Foot, 1918), exemple de roman de propagande où sévit la figure inquiétante du docteur Adolph Grundt, l'homme au pied bot, un redoutable espion allemand.

#### Les grands auteurs
- Graham Greene, qui a écrit notamment L'Agent secret (The Confidential Agent, 1939) et Notre agent à La Havane (Our Man in Havana, 1958).
- Ian Fleming, créateur du personnage James Bond apparaissant pour la première fois dans Casino Royale (1953).
- Agatha Christie a consacré certains de ses romans au monde de l'espionnage : Les Quatre (The Big Four, 1927), Le Chat et les pigeons (Cat Among the Pigeons, 1959), Rendez-vous à Bagdad (They Came to Baghdad, 1952), ainsi que plusieurs nouvelles. La quasi-totalité des romans mettant en scène les détectives Tommy et Tuppence Beresford tels Mr Brown (The Secret Adversary, 1922), Le crime est notre affaire (Partners in Crime, 1929) ou N. ou M. ? (N or M?, 1941) sont des romans d'espionnage.
- Ken Follett, avec L'Arme à l'œil, en 1978.

Le réalisme :
- Len Deighton, Ipcress, danger immédiat (The Ipcress File, 1962)
- John le Carré, auteur de très nombreux romans d'espionnage, dont les plus connus sont L'Espion qui venait du froid (The Spy Who Came in from the Cold, 1963), La Taupe (Tinker, Tailor, Soldier, Spy, 1974), Les Gens de Smiley (Smiley's People, 1980) et La Maison Russie (The Russia House, 1989). Son personnage récurrent, George Smiley, est souvent considéré comme l'archétype de l'anti-James Bond.

### Romans français

#### Les premiers romans d'espionnage français

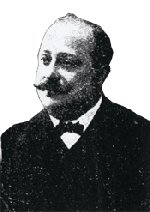
Paul d'Ivoi

- L'Espion X 323, l'homme sans visage, de Paul d'Ivoi, 1909
- Naz-en-l'air, de Souvestre et Allain,

À partir de 1910, des quotidiens nationalistes lancent des campagnes violentes de presse contre la présence d'allemands en France. Dans ce contexte politique, les romans populaires patriotiques ayant pour thème l'espionnage vont se multiplier, sur fond de germanophobie ou d'anglophobie, ; le « roman revanchard » selon Marc Angenot, cultivant un « fantasme belliqueux collectif ». Selon G. Veraldi, cette littérature populaire d'avant la Première Guerre mondiale répondait également à la propagande anti-française ; celle du roman d'espionnage anglais ou des publications populaires, philosophiques et scientifiques allemandes.
Parmi les romans oubliés de cette période, L'Espionne du Bourget, 1909 de Paul Bertnay ou L'Espionne des Balkans (1913) de L. Solard. De même, les aventures de héros de romans populaires célèbres vont se transformer parfois en aventures d'espionnage, avant et pendant la guerre. Ainsi, le personnage Arsène Lupin (de Maurice Leblanc) combat une espionne dans L'Éclat d'obus. L'intrépide personnage Rouletabille (de Gaston Leroux) espionne puis sabote les infrastructures militaires ennemies (Rouletabille chez Krupp)

#### Les œuvres majeures
- Pierre Nord, Double crime sur la ligne Maginot, 1936. Souvent considéré comme le premier roman d'espionnage français moderne.

- Vladimir Volkoff a écrit plusieurs livres se déroulant dans les milieux des services secrets, les décrivant avec beaucoup de détails et réalisme, dont Le Retournement (1979) et Le Montage (1982), qui révèlent par exemple, les mécanismes secrets de la désinformation. Il est également l'auteur d'une série de romans d'espionnage pour la jeunesse : Langelot (1965 à 1986).

#### Romans populaires et productions commerciales
De l'après guerre jusqu'à la fin de la guerre froide, une grande partie des ventes de romans d'espionnage en France correspondent à des productions purement commerciales de quelques séries à succès dans des collections spécialisées « espionnage » (Série noire, Fleuve noir, Presses de la Cité...). Des romans populaires, rédigés parfois à la volée, sous forme de séries (contenu standardisé), poussant au maximum les scènes érotiques (ou pornographiques), l'action et la violence (voire le sadisme ou le morbide) et l'exotisme du dépaysement (voire le racisme). À l'identique du clin d'œil de San-Antonio : « Péripéties, ça oui. Sacré ! La base du métier. Coups tous azimuts. Coups : de feu, de bite, de théâtre, du sort, et blessures, de poing, fourrés, pour coups... L'action, si j'ose dire (et j'ose tout), c'est une obligation ».
De nombreux auteurs à succès avouent eux-mêmes avoir opté pour les « styles » d'écriture les plus commerciaux. Le monde de l'espionnage de ces romans consiste « en un mélange assez disparate d'informations, de légendes et de conventions romanesques, provenant de sources diverses : témoignages et romans de professionnels, inventions d'écrivains et de cinéastes considérés comme « réalistes », interprétations de la presse, campagnes de propagande et éventuellement d'observations personnelles sur les théâtres de guerre subversive ».
Exemples :
- Georges-Jean Arnaud, la série Le Commander (76 romans de 1961 à 1986)
- Jean Bruce, la série OSS 117 (88 romans de 1949 à 1963)
- Paul Kenny, la série Francis Coplan (237 romans de 1953 à 1996)
- Antoine Dominique, la série du Gorille à partir de 1954, créateur des termes « barbouze » et « gorille ».
- Gérard de Villiers, la série S.A.S. (200 romans de 1965 à 2013).

#### Prix littéraires
Quelques prix littéraires spécialisés ont récompensé des romans d'espionnage.
Le Grand prix du roman d'espionnage :
- 1958 : Panique à Wake, de Jean Bruce
- 1959 :  Opération Totem, d'Alain Pujol
- 1960 : À l'ouest d'Aden, de Michel Carnal
- 1961 : Mouvement vers la mort, d'Alain Yaouanc

Les Palmes d'or du roman d'espionnage, prix d'éditeur décerné par le Fleuve noir à un de ses auteurs  :
- 1960 : Les Silences de Coplan, de Paul Kenny
- 1961 : Les Temps des sorciers, de Serge Laforest
- 1962 : Apôtres de la violence, de M. G. Braun
- 1963 : Le Carnaval des vautours, de Claude Rank
- 1964 : Face d'Ange met dans le mille, de Adam Saint-Moore
- 1965 : Feu rouge pour Calone, Alain Page
- 1966 : Les Égarés, de Georges-Jean Arnaud
- 1967 : La Vingt-cinquième image, de François Chabrey
- 1968 : Le Vicomte en eau trouble, de Fred Noro
- 1969 : Mr Suzuki sert d'appât, de Jean-Pierre Conty
- 1970 : Yung Ho s'est mise à table, de Pierre Nemours
- 1971 : Vic St Val en enfer, de Vic St Val

Médaille d'or de l'espionnage (sous le haut patronage des Ailes brisées) :
- 1965 : Roland Piguet pour sa série L'Épervier
- 1966 : Baroud à Bendor de Jimmy G. Quint (Jimmy Guieu et Georges Pierquin)
- 1967 : Panique à la Jamaïque de Pierre Genève
- 1968 : Immersion 600 de Jean Clerc

Prix du Roman d'espionnage :
- 1973 : Espions chinois à Granville, de Michel Hébert

Prix du roman d'espionnage (Amicale des anciens des services spéciaux) :
- 2023 : Lorsque tous trahiront, de Pierre Olivier
- 2024 : Captagonia, de Pierre Pouchairet

### Romans américains

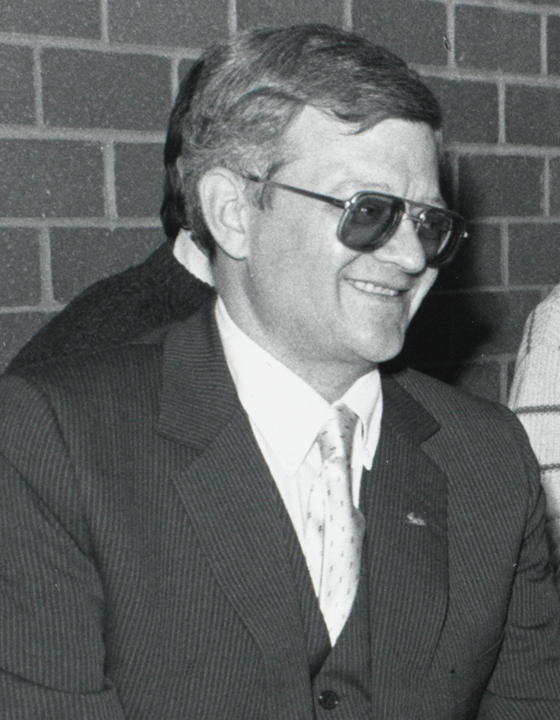
Tom Clancy en 1989.

En termes de ventes, les romans d'espionnage américains supplantent largement ceux des autres pays. À la profusion des auteurs s'ajoute tout un système favorisant une perfection technique de ces œuvres : cours de roman dans les universités, importance des ventes permettant aux auteurs à succès de vivre confortablement, etc. Néanmoins, par l'aspect littéraire, aucun d'entre ces romans n'a pourtant fait évoluer le genre, selon Gabriel Veraldi. Tous imitent les principes créés par les grands auteurs britanniques et aucun nom d'écrivain américain ne semble émerger de façon durable.
Quelques exemples :
- Donald Hamilton : une vingtaine de romans avec le personnage Matt Helm.
- James Grady, Les Six jours du Condor (Six Days of the Condor, 1974) : les aventures d'un expert en littérature travaillant pour la CIA. Adapté au cinéma avec Les Trois Jours du condor.
- Charles McCarry, Opération Golgotha' (The Dossier Miernik, 1974).
- Robert Littell : La compagnie - Le grand roman de la CIA, Ombres rouges, Les Enfants d'Abraham, Le Fil rouge, Le Sphinx de Sibérie...
- Tom Clancy, auteur de nombreux romans et séries adaptés au cinéma.
- Robert Ludlum, De nombreux romans et notamment la trilogie avec son héros Jason Bourne (La mémoire dans la peau pour le premier opus).

Il faut également mentionner l'usage encore actuel aux États-Unis du roman d'espionnage à des fins de propagande : critique de la politique d'Etats étrangers ou de la politique américaine (théorie du complot, scandales politiques), critique des services de renseignement (opérations de la CIA). Ce type de roman est assimilable au champ plus vaste de la « fiction politique » et à un moyen de communication de masse.
Voir aussi la catégorie Série télévisée d'espionnage

### Romans soviétiques
- Julian Semenov, Les 17 moments du printemps (1968)
- Arkadi et Gueorgui Vaïner, Les Rendez-vous du Minotaure (Vizit k Minotavru, 1972) et 38, rue Petrovka (en russe : Эра Милосердия, 1983)
- Mikhaïl Lioubimov, La vie et les aventures d'Alex Wilkie, l'espion (1990), Notes d'un résident malavisé, ou le Feu follet (1995) et Décaméron des espions (1998)

## Romans pour la jeunesse
À partir de la seconde moitié du XXe siècle, le thème de l'espionnage est aussi exploité dans des œuvres de littérature de jeunesse. Par exemple :
- La série française Langelot (1965-1986) par Lieutenant X (pseudonyme de Vladimir Volkoff)
- La série britannique Alex Rider (à partir de 2000) par Anthony Horowitz.
- La série britannique CHERUB (à partir de 2007) par Robert Muchamore.